# Євангеліє від Матвія

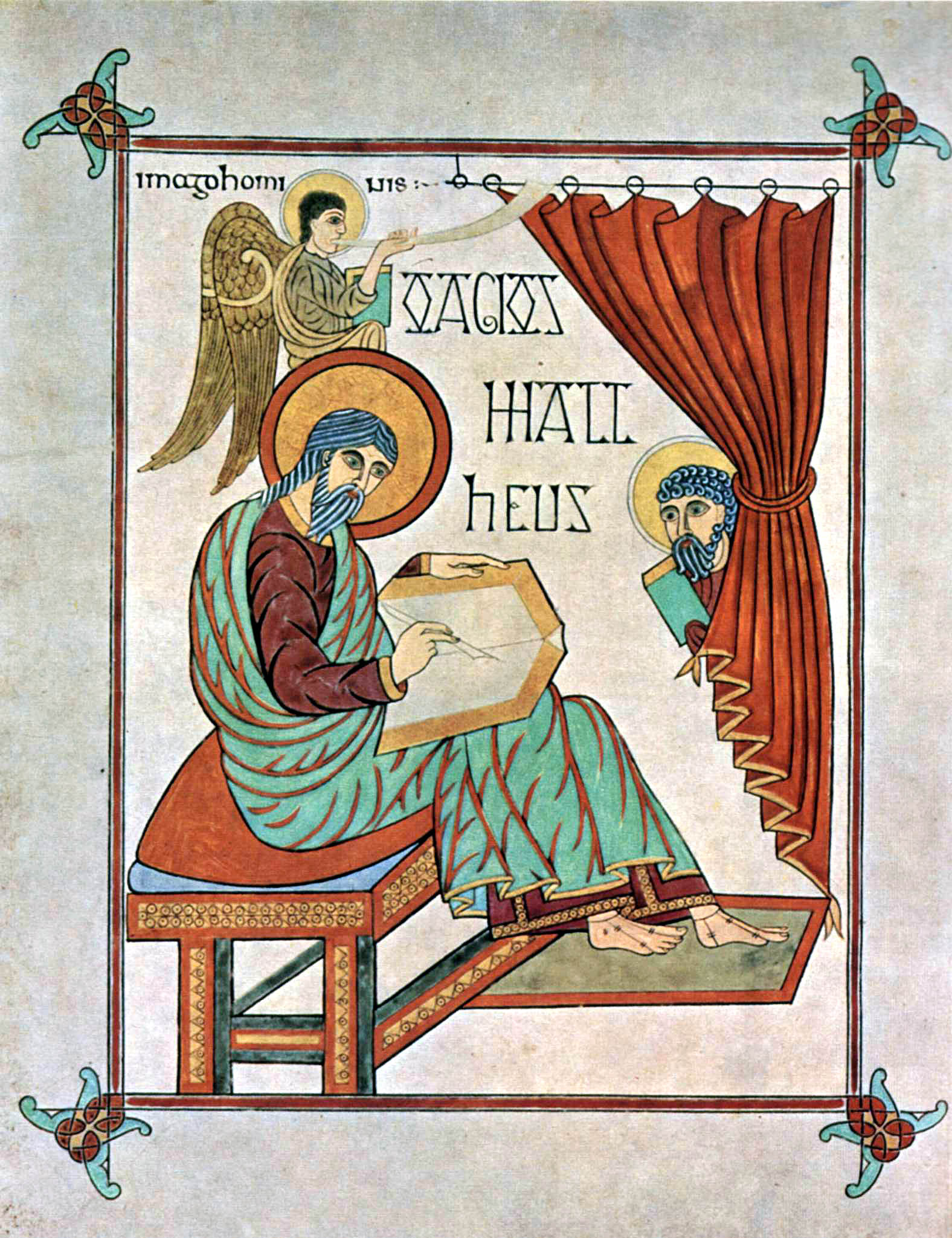
Святий Матвій пише Євангеліє. Фрагмент з Ліндісфарнського Євангелія. Кінець VII століття, Нортумбрія, Англія. Ангел з крилами є символічною фігурою Євангеліста Матвія.

Єва́нгеліє від Матві́я (Євангеліє від Матея) — перше з чотирьох канонічних Євангелій — головних книг Нового Заповіту, в яких описано благовіщення та життя Ісуса Христа. Автором вважається Євангеліст Матвій, який писав його в Антіохії приблизно у 60–65-ті роки після Різдва Христового.
Матвій, збирач податків, ставши учнем Ісуса Христа на початку Його діяльності, був очевидцем тих подій, які описував. Розповідаючи про Ісуса Христа, Матвій переконливо говорить про те, що Ісус — Месія, якого очікують євреї згідно з Писанням.
Євангеліє від Матвія було написане для християн-юдеїв, — і тому автор книги намагається переконати читачів у законному походженні Христа від Давида, і в тому, що Ісус є Месією, обіцяний Богом євреям через пророків. Особлива увага відповідно приділяється у цій новозаповітній книзі Біблії стосункам Христа з юдеями, наводяться розлогі цитати зі Старого Заповіту.
Церковна традиція початку II ст. приписує перше Євангеліє апостолові Матвію.
Папій Єраполіський у своїх «Поясненнях Господніх Слів», що він написав близько 120 року пише, що «Матвій єврейським діалектом упорядкував слова (грец. τά λογία σνετάζατο); кожний же зрозумів і пояснив їх так, як умів». Із синоптичних Євангелій Матвій дає найбільше місця словам Ісуса, що займають три п'ятих цілого твору. Отож із особливої причини цей твір міг бути названий як зібрання слів.

## Авторство
Авторство, згідно з традицією: Митар Матей (ім'я Матвій означає «дар Божий»), один із Дванадцяти, написав Євангеліє арамейською мовою.
Матвій мав спочатку ім'я Левій (прив'язаний) (Євангеліє від Луки 5:27), син Алфія (Євангеліє від Марка 2:14). Багато євреїв мали по два імені: одне — від народження і нове — при виявленні певних рис характеру, нових якостей і положення людини, зокрема Аврам (високий батько) — Авраам (батько багатьох), Яків (спритний, хитрун) — Ізраїль (князь Божий, переможець), Симон (грудка, податливий, той, який слухає) — Петро (камінь).
Авторство на основі тексту: Розмовляв грецькою мовою, знав арамейську чи єврейську (або ж обидві); був очевидцем служіння Ісуса; джерелами також були Євангеліє від Марка, Джерело Q та інші перекази, усні й писемні. Можливо, юдео-християнин.

## Зміст
Євангеліє від Матвія не має чіткої структури, як це можна помітити в інших Євангеліях. Це пов'язано з самим євангелістом, який надавав великого значення послідовній розповіді. Крім того, немарковський матеріал домінує в розділах з 3 по 11, тоді як з 12-го розділу і далі прийнята схема Євангелія від Марка, за винятком інтерпольованих промов Ісуса. «Євангелист Матвій ніби послабив свою редакторську діяльність, починаючи з 12-го розділу». Різноманітні пропозиції щодо конспекту можна поділити на три основні типи:
- Макет п'ятикнижжя. Матвій створив п'ять промов Ісуса: Нагірна проповідь (розділи 5-7), проповідь «Послання» (розділ 10), проповідь «Притча» (Мт. 13:1–52), проповідь «Громада» (розділ 18) та проповідь «Фарисей і останні дні» (розділи 23–25). Кожному з цих п'яти мовленнєвих блоків у цій моделі присвоєно попередній розділ розповіді. Розповідні розділи та промови разом складають основну частину тексту. Вона складається зі вступу (розділи 1 і 2) та заключного розділу зі страстями, розп'яттям і воскресінням (розділи 26–28). Деякі представники цієї моделі поділу протиставляють п'ять промов Ісуса п'яти книгам П'ятикнижжя: Ісус зображений в Євангелії від Матвія як новий Мойсей. Така модель не є переконливою, оскільки розповідні частини майже не пов'язані тематично з наступними виступами.
- Кільцева композиція. Євангеліє має центр, який зазвичай знаходиться в третій промові Ісуса (Мт. 13:1–52), і навколо нього будується в хіастичний спосіб. Деякі з цих хіастичних посилань вражають: перша й остання з п'яти промов Ісуса майже однакової довжини, друга і четверта промови вражаюче короткі.
- Матвій взяв за основу Євангеліє від Марка. Це призводить до двох основних частин: Діяльність в Галілеї (від Мт. 4:17) і Шлях до Єрусалиму як шлях у стражданнях, смерті й воскресінні (від Мт. 16:21). На відміну від двох інших типів викладу, тут саме хід дії визначає структуру Євангелія, а не вчення Ісуса, що міститься в промовах.

Сьогодні Євангеліє переважно розуміється як розповідь (тип 3), в яку у відповідному місці вставлені промови. Вони переривають розвиток сюжету і звертаються до читача безпосередньо в теперішньому часі, вони «промовляються як би в його "вікно"». З одного боку, вона розповідає про те, як почалася історія Ісуса; але й зокрема передбачає хід всієї історії Ісуса, таким чином надаючи читачеві «важливі точки для читання» вже на початку.
| Шість основних частин                              | Розподіл |
| Пролог (1,1-4,22)                                  | Історії з дитинства (1-2) Початок служіння Ісуса (Мт. 3:1–4:22) |
| Діяння Ісуса в Ізраїлі словом і ділом (4,23-11,30) | Нагірна проповідь (5-7) Чудеса Ісуса в Ізраїлі (8:1-9:35) Промова учня (9,36-11,1) Перехід. Криза в Ізраїлі поглиблюється (Мт. 11:2–30) |
| Ісус йде з Ізраїлю (12,1-16,20)                    | Конфлікт з фарисеями (Мк. 12:1–50) Промова-притча (Мк. 13:1–53) Вихід Ісуса з Ізраїлю і народження Церкви (13,53–16,20) |
| Діяння Ісуса в громаді (16,21–20,34)               | Досвід учня на шляху до страждань (16:21-20:34). Розмова про спільноту (Мк. 18:1–35) По дорозі до Єрусалиму (19,1-20,34) |
| Ісус в Єрусалимі (20,1-25,46)                      | Розплата Ісуса зі своїми супротивниками (21,1-24,2) Промова суду (24,3-25,46) |
| Страсті і Великдень (26,1-28,20)                   | Страсті починаються (Мк. 26:1–16) Остання Пасха Ісуса (Мк. 26:17–29) У Гефсиманії (Мк. 26:30–56) У палаці первосвященика (Мк. 26:57–27,10) Ісуса засуджують римляни (Мк. 27:11–31) Ісуса розпинають (Мк. 27:32–61) Воскресіння Ісуса і подвійний результат Євангелія від Матвія (Мк. 27:62–28,20) |

## Переклад
Існує декілька перекладів Старого і Нового Завітів. До недавнього часу було відомо тільки про два рукописи, які містять давньосирійський переклад Євангелія. Один з них зараз зберігається в Британській бібліотеці в Лондоні, інший — палімпсест в монастирі Святої Катерини біля підніжжя гори Синай. 
Фрагменти з третього манускрипту недавно були ідентифіковані в ході виконання заходів проєкту «Синайські палімпсести». Так, на початку березня 2023 року, вчений-медієвіст з Австрійської академії наук Григорій Кессель виявив загублений розділ Біблії у вигляді невеликого фрагменту, що був написаний в III ст. і є одним з найбільш ранніх текстових свідоцтв Євангелія та найважливішим елементом історії Нового Завіту. Йому вдалося відновити пропущені слова в багатошаровому манускрипті Євангелія від Матвія. Дане відкриття було опубліковано в New Testament Studies. 
Зазначається, що в ході дослідження, для ідентифікації крихітного фрагменту рукопису, як третього шару тексту, або подвійного палімпсесту, було застосоване ультрафіолетове світло. Прочитаний фрагмент являє собою унікальне вікно в найбільш ранній етап історії текстової передачі Євангелія. Річ у тім, що це — єдиний відомий фрагмент четвертого рукопису, який свідчить про давньосирійську версію. Так, в той час, як в грецькому оригіналі Євангелія від Матвія, глава 12, вірш 1, говориться: «В цей час проходив Ісус в суботу засіяними полями; учні ж його залякали і почали зривати колосся і їсти …», в сирійському перекладі говориться: «[ … ] почали зривати колосся, терти їх руками і їсти».

## Вплив на культуру

### Кіно
За мотивами Євангелія від апостола Матвія у 1964 році знятий однойменний фільм «Євангеліє від Матвія» режисером П'єром Паоло Пазоліні. Картина отримала дві премії Венеційського кінофестивалю (1964), премію Національної ради кінокритиків США (1967) та низку інших нагород. Пазоліні вибрав з книги «Євангеліє від Матвія» найбільш детальну і реалістичну розповідь апостола Матвія, втіливши свій задум «від рядка до рядка наслідувати текст євангеліста Матвія, не роблячи ні сценарію, ні режисерської розробки. Переводити з максимальною точністю в образотворчий ряд. Жодної видуманої фрази в інтересах монтажу».

### Музика
У 1727—1729 роках Йоганн Себастьян Бах написав музичний твір «Страсті за Матвієм» для солістів, двох хорів і двох оркестрів. Музика «Страстей за Матвієм» належить до вершин творчості композитора. Фрагменти твору використовувалися в багатьох фільмах, таких як «Євангеліє від Матвія», «Пілат та інші», «THX 1138», «Доміно» та інших.

## Дивись також
Ефект Матвія